# دين أوجورمان
دين أوجورمان (بالإنجليزية: Dean O'Gorman)‏ مواليد 1 ديسمبر 1976 في أوكلاند، نيوزيلندا، هو ممثل نيوزلندي بدأ مسيرته الفنية عام 1990.

## الأعمال

### أفلام
- الرحلات الأسطورية
- زينا: الأميرة المحاربة
- الرحلات الأسطورية
- الرحلات الأسطورية
- زينا: الأميرة المحاربة
- أسطورة الباحث
- الهوبيت: رحلة غير متوقعة
- الهوبيت: قفرة سموغ
- الهوبيت: معركة الجيوش الخمسه

## وصلات خارجية
- دين أوجورمان على موقع IMDb (الإنجليزية)
- دين أوجورمان على موقع ألو سيني (الفرنسية)
- دين أوجورمان على موقع أول موفي (الإنجليزية)
- دين أوجورمان على موقع قاعدة بيانات الأفلام السويدية (السويدية)
- دين أوجورمان على موقع ديسكوغز (الإنجليزية)
- دين أوجورمان على موقع قاعدة بيانات الفيلم (الإنجليزية)
- دين أوجورمان على موقع كينوبويسك (الروسية)

- الموقع الإلكتروني